# Труфанов, Пётр Терентьевич
Пётр Тере́нтьевич Труфа́нов (1909—1980) — советский военнослужащий, участник Великой Отечественной войны. Герой Советского Союза.

## Биография
Родился в селе Боровое (ныне Усманский район Липецкой области).
Во время Великой Отечественной войны принимал активное участие в боях в Белоруссии в 1944 году. 
12 июля 1944 года награждён званием Герой Советского Союза за доблестные действия в операции «Багратион».